# قائمة الأماكن في القدس

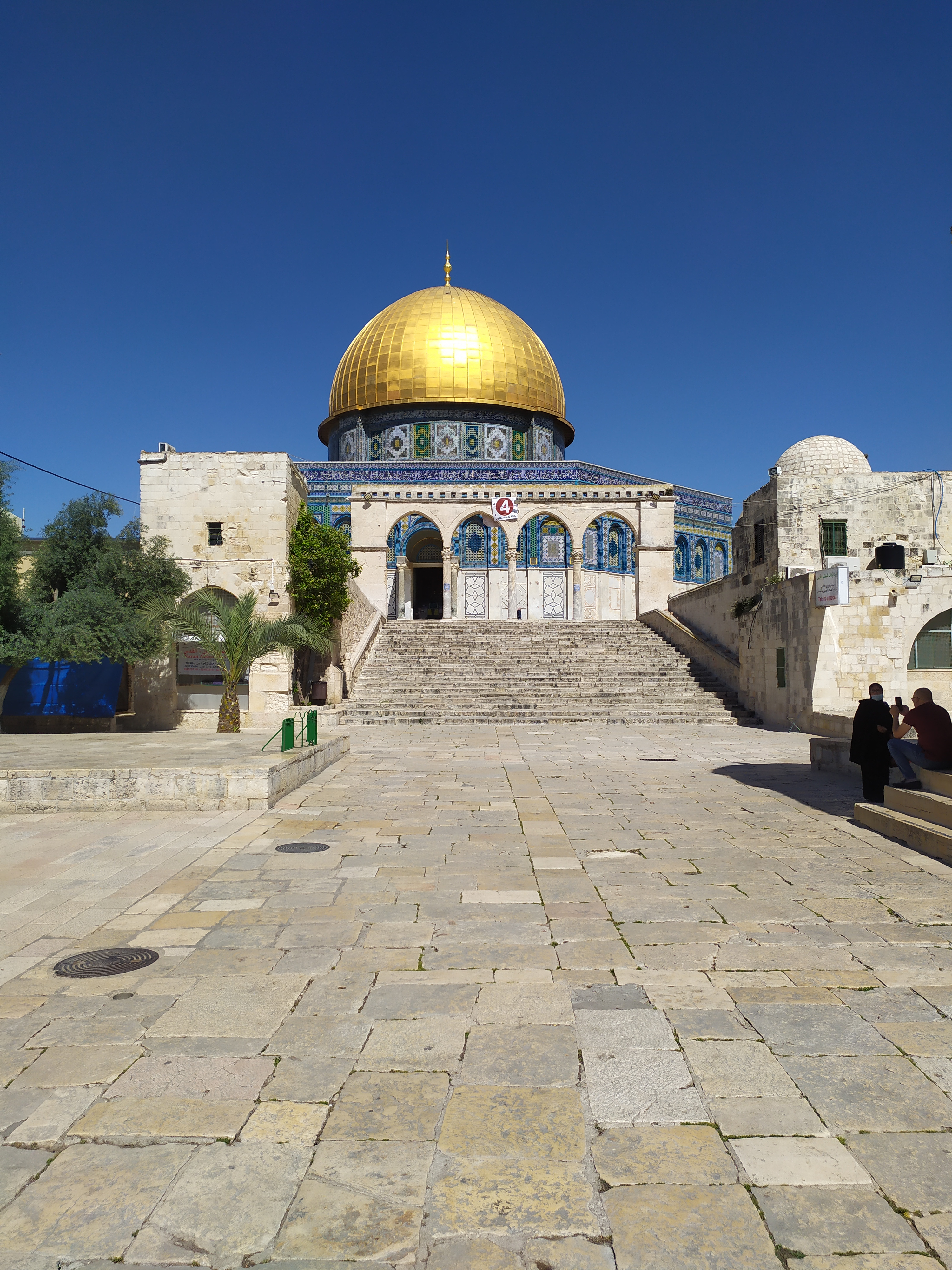
صورة تظهر جمال وروعة قبة الصخرة المشرفة في القدس

المسجد الأقصى وقبة الصخرة | القدس يعتبر المسجد الأقصى وقبة الصخرة في مدينة القدس أحد أكثر الأماكن قدسيةً لدى المسلمين في كل أنحاء العالم، فهو قبلة الإسلام الأولى ومسرى الرسول صلى الله عليه وسلم كما أنه ذُكر في القرآن بسورة الإسراء. يقع المسجد الأقصى داخل البلدة القديمة في مدينة القدس، وهو يعتبر أحد أقدم المساجد في العالم ولا يُعرف متى تم بنائه على وجه التحديد، حيث تقول الرواية أن بنائه تم بعد بناء الكعبة بأربعين عام. أما إسمه فأطلق عليه لبعده عن المسجد الحرام.
كنيسة القيامة | القدس تعتبر كنيسة القيامة أكثر الكنائس المسيحية قدسيةً وأهمية، وهي تقع داخل أسوار البلدة القديمة في القدس فوق المكان الذي يعتقد بأنه الجلجلة، وهي الصخرة التي تم صلب المسيح عليه السلام فوقها إلى جانب كونها تحتوي على قبر المسيح حسب المُعتقدات المسيحية. تمتاز كنيسة القيام بجمال تصميمها الداخلي المليء بالفسيفساء الفريدة والرسومات الرائعة.
كنيسة مريم المجدلية | القدس هذه الكنيسة هي واحد من أجمل كنائس فلسطين إن لم تكن أجملها، تقع كنيسة مريم المجدلية في منطقة جبل الزيتون في القدس، وقد تم بنائها في القرن التاسع عشر. تمتاز هذه الكنيسة بتصميمها الفريد وبقُببها الذهبية الرائعة، وتعتبر إحدى أهم المعالم السياحية في فلسطين.

## كنيسة كل الأمم
كنيسة كل الأمم أو كنيسة الكرب أو كاتدرائية الكرب هي كنيسة موجودة على جبل الزيتون في القدس بجانب بستان جثيماني.
بنيت الكنيسة في الفترة ما بين 1919 إلى 1924 وذلك بدعم مالي من عدة بلدان مختلفة
مهندس المبنى هو أنطونيو بارلوزي، والكنيسة الحالية مبنية على موقع كنيستين قديمتين: الأولى كنيسة صغيرة بنيت على عهد الصليبيين في القرن الثاني عشر وهجرت في القرن الرابع عشر، والأخرى هي بازيليك بيزنطية بنيت في القرن الرابع ودمرها زلزال في عام 746.
جدار البراق:
هو حائط كبير مبنى من الحجارة الضخمة، يبلغ طوله حوالي156 قدما وارتفاعه 65 قدما، يقدسه المسلمون نظرا لعلاقته الوثيقة بقصة إسراء الرسول محمد صلى الله عليه وسلم من مكة المكرمة إلى بيت المقدس، إذ تذكر الروايات أن الرسول الكريم أوقف براقه ليلة الإسراء هناك.
و يؤلف هذا المكان اليوم جزءاً من الجدار الغربي للحرم القدسي، وأقيم عنده مسجد صغير لصلاة النافلة.
و لاشك في أن أطماع الصهاينة في السيطرة على الأماكن المقدسة في القدس قديم والعمل على تهويد المدينة المقدسة.
المساجد الأثرية في القدس:
| اسم الجامع               | الموقع                                                          | ملاحظات                                                  |
| جامع باب حطة             | يقع داخل الحرم، بالقرب من باب حطة.                              | تقام فيه الصلوات                                         |
| جامع كرسي سليمان         | يقع داخل الحرم، في الجهة الشرقية.                               | تقام فيه الصلوات                                         |
| جامع المغاربة            | يقع داخل الحرم، بالقرب من باب المغاربة.                         | فيه الآن متحف ودار الكتب الإسلامية                       |
| جامع باب الغوانمة        | يقع داخل الحرم، بالقرب من باب الغوانمة.                         |                                                          |
| جامع دار الإمام          | يقع داخل الحرم، عند باب المجاهدين.                              |                                                          |
| جامع خان الزيت           | يقع خارج الحرم، داخل السور في سوق خان الزيت.                    | تقام فيه الصلوات                                         |
| جامع حارة اليهود الكبير  | يقع خارج الحرم، في الجهة القبلية لحارة اليهود.                  | هدم عام 1967م.                                           |
| جامع حارة اليهود الصغير  | يقع خارج الحرم، في الجهة الشمالية لما يسمى بحارة اليهود.        | هدم عام 1967م.                                           |
| جامع سويقة علون          | يقع خارج السور، في سويقة علون.                                  |                                                          |
| جامع القلعة              | يقع داخل القلعة، بباب الخليل.                                   | حول إلى متحف عام 1988م.                                  |
| جامع الخانقاة            | يقع خارج الحرم، داخل السور، إلى الشمال الشرقي من كنيسة القيامة. | تقام فيه الصلوات                                         |
| جامع قمبز                | يقع خارج الحرم، داخل السور بالقرب من الباب الجديد.              |                                                          |
| الجامع العمري (مسجد عمر) | يقع خارج الحرم، داخل السور، بالقرب من كنيسة القيامة.            | له مئذنة وتقام فيه الصلوات                               |
| الجامع اليعقوبي          | يقع خارج الحرم، داخل السور، تجاه القلعة بباب الخليل.            |                                                          |
| جامع بني حسن             | يقع خارج الحرم، داخل السور، تجاه القلعة بباب الخليل.            |                                                          |
| جامع حارة الأرمن         |                                                                 |                                                          |
| جامع طريق النبي داود     | يقع خارج الحرم، داخل السور، على طريق النبي داود.                |                                                          |
| جامع حارة الخوالدية      | خارج الحرم، داخل السور، أمام دير الفرنج.                        | جددت عمارته أيام الملك المنصور قلاوون (686 هـ)، (1287م). |
| جامع الشيخ لولو          | خارج الحرم، داخل السور، بباب العمود.                            |                                                          |
| الجامع الصغير            | خارج الحرم، داخل السور، بباب العمود،                            |                                                          |
| جامع البراق الشريف       | خارج الحرم، داخل السور، في حي المغاربة بجوار البراق.            | هدم عام 1967م.                                           |
| جامع خان السلطان         | خارج الحرم داخل السور في خان السلطان بسوق باب السلسلة.          |                                                          |
| جامع القرمي              | خارج الحرم داخل السور في حارة القرمي.                           |                                                          |
| جامع حارة النصارى        | خارج الحرم، داخل السور على طريق خان الزيت.                      |                                                          |
| جامع البازار             | خارج الحرم، داخل السور في سوق البازار.                          |                                                          |
| جامع الزاوية النقشندية   | خارج الحرم، داخل السور في الزاوية على طريق باب حطة.             |                                                          |
| جامع سعد وسعيد           | خارج السور، في حي سعد وسعيد.                                    |                                                          |
| جامع الشيخ جراح          | خارج السور في حي الشيخ جراح.                                    |                                                          |
| جامع حجازي               | خارج السور قرب باب الساهرة.                                     |                                                          |
| جامع وادي الجوز          | خارج السور في حي وادي الجوز.                                    |                                                          |
| جامع النبي داود          | خارج السور في حي النبي داوود.                                   |                                                          |
| جامع عكاشة               | خارج السور في حي زخرون موشه اليهودي.                            | استولى عليه اليهود عام 1948م.                            |
| جامع المطحنة             | خارج السور بين النبي داود وحارة الشرف.                          | هدم عام 1967م.                                           |

الأضرحة والمقامات والترب الإسلامية الهامة:
1. مقبرة ماميلا:
وتسمى أيضاً) مأمن الله)، وهي من أكبر المقابر الإسلامية في بيت المقدس، تقع غربي المدنية على بعد كيلو مترين من باب الخليل، وهي المكان الذي مسح فيه سيدنا سليمان ملكا 1015 ق.م، وفيه عسكر سنحاريب «ملك الآشوريين»، عندما هبط القدس 710 ق. م، وفيه ألقى الفرس بجثث القتلى من سكان المدينة عندما احتلوها سنة 614م، وفيه دفن عدد كبير من الصحابة والمجاهدين أثناء الفتح الإسلامي 636م. كذلك عسكر فيه صلاح الدين حين جاء ليسترد القدس من الصليبيين 1187م.
2. مقبرة الساهرة:
تقع عند سور المدينة من الشمال، وعلى بعد بضعة أمتار من الباب المعروف بالساهرة، وهي من المقابر الإسلامية الكبيرة وقديمة العهد. ومن أسمائها (مقبرة المجاهدين) لأن المجاهدين الذين قضوا نحبهم أثناء الفتح، ممن اشتركوا في فتح القدس مع صلاح الدين- دفنوا فيها.
3. مقبرة باب الرحمة:
تقع عند سور الحرم من الشرق، وهي من المقابر الإسلامية المشهورة، فيها قبور عدد من الصحابة والمجاهدين الذين اشتركوا في فتح القدس أثناء الفتحين العمري والصلاحي.
4. المقبرة اليوسفية:
وتقع عند باب الأسباط وإلى الشمال من مقبرة باب الرحمة، والذي عمرها هو الأمير (قانصوه اليحيا روي) سنة (872 هـ- 1467م).
5. مقبرة النبي داود:
وتقع في حي النبي داود على جبل صهيون.
6. مقبرة الإخشيديين:
وتقع في مقبرة باب الأسباط، وبها قبر «محمد بن طفيح الإخشيد» مؤسس الدولة الإخشيدية في مصر، وقبر أنوحور بن محمد الإخشيد، وقبر علي الإخشيد شقيق أنوحور.
أهم الترب والأضرحة:
• ضريح الأمير محمد على الهندي:
أحد أمراء الهند المعروفين، وأحد المناصرين لقضية فلسطين، توفي في بريطانيا في العام 1930م، وقد نقل جثمانه إلى رحاب المسجد الأقصى المبارك، ودفن هناك، إلى جوار المدرسة الخاتونية.
•  ضريح أحمد حلمي عبد الباقي:
أحد زعماء فلسطين المشهورين توفي في العام 1963م
• ضريح عبد القادر الحسيني:
استشهد في معركة القسطل سنة 1948م ودفن إلى جوار والده.
• ضريح أحمد عبد الحميد شومان:
أحد أشهر رجالات فلسطين، وهو صاحب ومؤسس البنك العربي توفي عام 1974م.
• تربة الأمير سيف الدين منكلي بغا:
تقع في داخل المدرسة البلدية إلى الغرب من المدرسة الإشرافية السلطانية، أوقفها الأمير سيف الدين منكلي بغا، حيث توفي في عام  782هـ.
• تربة تركان خاتون:
تقع هذه التربة في طريق باب السلسلة حيث عمرتها «تركان خاتون» بنت الأمير تسقطاي بن سلجوطاي، سنة ثلاثة وخمسين وسبعمائة ودفنت بها.
•  التربة الجالقية:
تقع شمالي السلسة المتفرع منها طريق الواد، وقد أنشأ هذه التربة «ركن الدين بيبرس الجالق الصالي»، كبير أمراء دمشق، الذي توفي عام 707هـ، ودفن فيها.  
•  التربة الطازية:
وهي تربة الأمير «سيف الدين طاز» أحد كبار رجال دولة المماليك، زمن الملك المظفر «حاجي» ويقع الضريح في الطابق الأول من التربة الواقعة في باب السلسلة.
• تربة الست طنشق المظفرية (خاصكي سلطان): عمرتها الست طنشق في العام 794هـ، وتوفيت في القدس، ودفنت فيها سنة 800هـ وتقع عقبة الست مقابل الدار الكبرى.
•  ضريح المجاهد سعد الدين الرصافي، داخل تكية (خاصكي سلطان).
•  تربة الأمير قنقباي الأحمدي:
تقع هذه التربة في المدرسة البلدية، وهي لأحد الأمراء المماليك «قنقباي الجابي الاحمدي».
• التربة السعدية:
تقع هذه التربة في باب السلسلة، على الجانب الشمالي من الشارع وقد وقف هذه التربة، الأمير سعد الدين مسعود ابن الأمير الأسفهلار، في العام 711هـ، وتعرف هذه الدار اليوم بدار الخالدي.
• تربة بركة خان:
تقع هذه التربة في الساحة المفتوحة من مبنى المكتبة الخالدية، الواقعة على طريق باب السلسلة، وهي عبارة عن ثلاثة قبور متجاورة، لبركة خان وولديه: بدر الدين، وحسام الدين.
•  تربة الشيخ القرمي:
توجد في زاوية القرمي، وهي لشمس الدين محمد بن عثمان التركماني، المتوفى سنة 788هـ والمدفون في هذه التربة.
•  ضريح الشيخ ريحان:
والشيخ ريحان هو الصحابي أبو ريحانة، كان مولى رسول الله، ويقع هذا الضريح في حارة السعدية، في عقبة الشيخ ريحان، داخل مسجد الشيخ ريحان.
• التربة الأوحدية:
وتقع بباب حطة، على يمين الداخل إلى الحرم الشريف، شيد ها الملك الأوحد نجم الدين يوسف بن الملك الناصر صلاح الدين داود بن الملك عيسى بن العادل، شقيق صلاح الدين الأيوبي.
•  ضريح حسين بن على:
توفي في عمان سنة 1931 يقع الضريح إلى يسار باب المطهرة، أسفل بناء المدرسة العثمانية والشرفية السلطانية.
•  ضريح فاطمة بنت معاوية:
ويقع هذا الضريح في مقر الزاوية الوفائية، كانت في القرن الثامن عشر منزل الرحالة الشهير «مصطفى البكري الصديقي».
•  تربة الأمير «علاء الدين بن ناصر الدين محمد»:
نائب القلعة الصليبية، وتقع هذه التربة داخل المدرسة الصليبية شمالي الحرم.
•  ضريح الشيخ جراح:
يقع شمالي القدس، في حي الشيخ جراح، بالقرب من جامع الشيخ جراح، الذي شيد في العام 1313هـ. ويعود الضريح إلى الأمير «حسام الدين الجراحي»، أحد أمراء صلاح الدين الأيوبي وطبيبه، وتوفي عام 598هـ ودفن في زاوية الشيخ جراح.
• ضريح محمد بن عمر العلمي:
يقع في مكان أسفل الزاوية الأسعدية في جبل الزيتون وقد شيد هذه الزاوية «أسعد أفندي التبريزي» مفتي الدولة العثمانية.
• قبر الصحابيين شداد بن أوس وعبادة بن الصامت:
يقع هذان القبران في مقبرة الرحمة، الواقعة إلى الشرق من سور الحرم القدسي الشرقي، بالقرب من باب الرحمة، حيث شهد هذان الصحابيان فتح بيت المقدس في العام 15هـ.
الزوايا:
1. الزوايا النقشبندية:
وسميت بالأزبكية، وتقع في حارة الواد بالقرب من زوايا الحرم الشمالية الغربية، وعلى بعد بضعة أمتار من باب الغوانمة، بناها مؤسس الطريقة النقشبندية الشيخ محمد بهاء الدين نقشبند البخاري، فوق أرض اشتراها لإيواء الغرباء، وإطعام الفقراء من مسلمي بخارى وجاوة وتركستان، سنة (1025هـ- 1616م). وأضيف إليها فيما بعد، بعض الغرف يوم تولاها الشيخ حسن بن الشيــخ محمـــــد الصالـح الأزبكي 1144هـ – 1731م.
2. زاوية الهنود:
أسسها بابا فريد شكر كنج، من مسلمي الهند، وقد جاء إلى بيت المقدس قبل أربعة قرون بقصد العبادة، وهي واقعة في شمال المدينة، بداخل السور عند باب الساهرة، وفيها مسجد، ولها وقف باب حطة.
3. الزاوية الادهمية:
وتقع هذه الزاوية إلى الشمال، خارج السور، على بعد مائتي متر منه، بين باب العمود وباب الساهرة.
4. زاوية الشيخ جراح:
وتقع في حي الشيخ جراح. وبها مسجد. أوقفها الأمير حسام الدين الحسين بن شرف الدين عيسى الجراحي، أحد أمراء الملك صلاح الدين، توفي في صفر، سنة ثمان وتسعين وخمسمائة، ودفن بزاويته المذكورة.
5. الزاوية الرفاعية:
وتسمى أيضا بزاوية (أبي السعود) سميت بذلك لأن أكثر المنتمين إليها من العائلة المعروفة بآل أبي السعود، وتقع بداخل الحرم القدسي إلى الشمال تحت مئذنة باب الغوانمة.
6. الزاوية اللؤلؤية:
أوقفها «بدر الدين لؤلؤ غازي» وتقع بباب العمود، داخل السور.
7. الزاوية البسطامية:
أقيمت قبل سنة (770 هـ- 1368م)، أوقفها الشيخ عبد الله البسطامي، وتقع في حارة المشارقة.
8. الزاوية القادرية:
وسميت بزاوية (الأفغان) أيضاً؛ لكثرة المنتمين إليها منهم. وتقع في حارة الواد على بعد بضعة أمتار من الزاوية النقشبندية، إلى الجنوب الغربي.
9. الزاوية المولوية:
تقع في حارة السعدية، ويقيم فيها المؤيدون لهذه الطريقة، حيث دخلت هذه الطريقة بيت المقدس في أوائل الحكم العثماني (925 هـ- 1519م).
10. زاوية الخانكي:
تقع هذه الزاوية في حارة النصارى، سميت (بالخانقاه الصلاحية)، أسسها صلاح الدين سنة (585 هـ- 1189م). وكانت قبل ذلك التاريخ منزلا لبطاركة الروم الأرثوذكس، وداراً للقس، وقد أخذها منهم الصليبيون، ولما استرد صلاح الدين القدس منهم، أرجعها إلى أصحابها الأولين، وهم (الروم)، كما أرجع إليهم ممتلكاتهم الأخرى التي كان الصليبيون قد أخذوها منهم، ومنها دار البطركية. وفي غضون ذلك، وافق الروم أن يقتطع صلاح الدين من منزل القس والبطاركة جانباً، فنزل فيه مدة إقامته في القدس، ثم جعله جامعاً ورباطاً للعلماء الصوفيين، وصارت في الإسلام داراً للمجاهدين.
11. الزاوية الجيدية:
وتقع في مقام النبي داود، إلى الشمال من الضريح نفسه.
البوائك
البائكة الجنوبية:
تتكون هذه البائكة من دعامتين حجريتين وبينهما ثلاثة أعمدة رخامية تعلوها أقواس حجرية مدببة الشكل. وقد بنيت في العصر العباسي، ثم جددت في العصر الفاطمي، والعصر العثماني، خلال حكم السلطان عبد الحميد؛ تحديداً في عام 1311هـ/1893م.
تتميز هذه البائكة عن غيرها بوجود ساعة شمسية للتوقيت في منتصف واجهتها الجنوبية فوق العمود الأوسط وهي من عمل المهندس رشدي الإمام مهندس المجلس الإسلامي الأعلى عام 1325هـ/1907م.
البائكة الشرقية:
تتكون هذه البائكة من دعامتين حجريتين بينهما أربعة أعمدة رخامية تعلوها أقواس حجرية. ولا توجد مصادر مؤكدة عن تاريخ إنشاء هذه البائكة؛ حيث تقول بعض المصادر: إنها تعود إلى العصر العباسي؛ وأخرى تقول: إنها بنيت في العصر الفاطمي؛ وأغلب الظن أنها بنيت في العصر العباسي، وجددت في العصر الفاطمي.
البائكة الغربية:
تتكون هذه البائكة من دعامتين حجريتين، بينهما ثلاثة أعمدة رخامية، تعلوها أقواس حجرية مدببة الشكل.  وقد بنيت عام 340هـ/951م؛ وبانيها غير معروف.  وتم ترميمها في العصر الفاطمي.
البائكة الشمالية الغربية:
تتكون هذه البائكة من دعامتين حجريتين بينهما عمودان رخاميان تستقر فوقهما أربعة عقود مدببة؛ بناها السلطان المملوكي الملك الأشرف في شعبان عام 778هـ/1386م، وجددها السلطان العثماني سليمان القانوني عام 926هـ/1520م.
البائكة الشمالية الشرقية:
تتكون هذه البائكة من دعامتين حجريتين بينهما عمودان لطيفا الشكل تعلوهما عقود مدببة، وقد بنيت في عهد السلطان محمد بن قلاوون عام 726هـ/1325م.
البائكة الجنوبية الغربية:
تتكون هذه البائكة من دعامتين بينهما عمودان رخاميان تعلوهما ثلاثة عقود مدببة. وقد تم بناء هذه البائكة عام 877هـ/1472 1473م، تحت إشراف الأمير ناصر الدين النشاشيبي (ناظر الحرمين الشريفين) في عهد السلطان قايتباي.
البائكة الجنوبية الشرقية:
تتكون هذه البائكة من دعامتين بينهما عمودان رخاميان تعلوهما ثلاثة عقود مدببة.  وقد أنشئت أول مرة في العهد الفاطمي عام 421هـ/1030م.
المدارس
المدرسة الختنية (العصر الأيوبي):
بنيت هذه المدرسة في عهد صلاح الدين الأيوبي سنة 587هـ/1191م. وقد سميت بـ«الختنية» نسبة للشيخ الختني، الذي كان يدرس فيها علوم الدين.
وتقع المدرسة الختنية في موقع ملاصق لسور المسجد القبلي، خلف منبر صلاح الدين الأيوبي مباشرة.
وقد طرأ على بناء هذه المدرسة عدد من التغييرات؛ إذ أضيفت لها بعض الغرف ودروة للمياه؛ ولم يتبق من بنائها الأصلي سوى بضعة عقود وشبابيك.
المدرسة الفخرية (العصر المملوكي):
سميت هذه المدرسة بـ«الفخرية» نسبة لمنشئها (القاضي فخر الدين محمد بن فضل الله)؛ ويعود بناؤها لعام 730هـ/1329-1330م.
وكانت هذه المدرسة قد وقفت لتكون مدرسة دينية؛ ثم تحولت لزاوية صوفية في زمن لاحق.
يتكون بناء هذه المدرسة اليوم من مصلى وثلاث غرف فقط؛ حيث قامت السلطات الإسرائيلية بهدم جزء كبير منها.  ومصلى المدرسة الفخرية يتكون من بيت للصلاة مستطيل الشكل، تقوم فيه ثلاثة أعمدة، أشيء فوقها عدد من القباب الضخمة التي يعود بناؤها إلى العصر العثماني، كما يوجد محراب داخل المصلى تزينه الحجارة الحمراء.
المدرسة الدويدارية (العصر المملوكي):
تقع هذه المدرسة بالقرب من باب الملك فيصل، الذي كان يعرف قديما باسم باب الدويدارية. وهي مدرسة وخانقاه بناها الأمير «علم الدين أبو موسى سنجر الدويدار» عام 695هـ/1295م؛ وقد درس فيها المذهب الشافعي؛ وخصصت فيما بعد لتعليم الفتيات؛ واستمر استخدامها لهذه الغاية حتى زمن الانتداب البريطاني. وتتكون هذه المدرسة من طابقين يتوصل اليها عن طريق مدخل بديع البناء على الطراز المملوكي، وتزينه مجموعة من المقرنصات؛ ويوجد فيها مسجد.
وما زال هذا البناء يستخدم مقرًا لمدرسة تعرف باسم «المدرسة البكرية»، وهي مخصصة لتدريس ذوي الاحتياجات الخاصة.
المدرسة التنكزية (العصر المملوكي):
تقع هذه المدرسة بين باب السلسلة شمالًا، وحائط البراق جنوبًا.  ويقع جزء من بنائها داخل الرواق الغربي للمسجد الأقصى؛ بينما يقع الجزء المتبقي خارجه.  وكانت هذه المدرسة قد بنيت عام 729هـ/1328م.  وكانت هذه المدرسة مدرسة عظيمة، ودارًا للحديث.
سميت بـ«التنكزية» نسبة إلى منشئها وموقفها (نائب الشام في العهد المملوكي، الأمير سيف الدين تنكز الناصري).  وفي عهد السلطان المملوكي «قايتباي» أصبحت مقرًا للقضاء والحكم، ثم تحولت في العهد العثماني إلى محكمة شرعية، وعرفت باسم «المحكمة» منذ ذلك الحين، وبقيت كذلك حتى أوائل عهد الانتداب البريطاني؛ ثم أصبحت مسكنًا للمفتي «أمين الحسيني» (رئيس المجلس الإسلامي الأعلى)، ثم عادت بعد ذلك مدرسة لتعليم الفقه الإسلامي.
تتكون هذه المدرسة من طابقين فيهما ساحة مكشوفة، ومحراب وأربعة إيوانات، وقاعة كبيرة كانت تستخدم مكتبة؛ إضافة إلى عدد من الغرف والمرافق.
في عام 1388هـ/1969م، صادرتها سلطات الاحتلال الصهيوني، وحولتها إلى موقع عسكري لحرس الحدود، يشرفون منها على المسجد الأقصى.
المدرسة الفارسية (العصر المملوكي): يعود بناء هذه المدرسة لعام 755هـ/1352م.
سميت بـ«الفارسية» نسبة لواقفها (الأمير فارس البكي، ابن الأمير قطلو ملك بن عبد الله).
يقع بناء هذه المدرسة فوق الرواق الشمالي للحرم الشريف، وتطل واجهتها الرئيسة عليه.  ويتم الصعود إلى المدرسة عن طريق درج متصل من داخل المسجد الأقصى، يؤدي إلى مدخل المدرسة المتوج بعقد مدبب على جانبيه مصطبتان حجريتان.
يوجد في المدرسة ساحة مكشوفة شبه مربعة ودرج يؤدي إلى الطابق الأول من المدرسة الأمينية المجاورة لها؛ حيث يتداخل بناء المدرسة الأمينية مع المدرسة الفارسية التي تعلوها بالمستوى.  وتستخدم المدرسة الآن دارًا للسكن.
المدرسة الأشرفية (العصر المملوكي):
بناها لأول مرة الأمير حسن بن ططر الظاهري، للملك الظاهر خاشقوم، عام 872هـ/1467م؛ ولكن الأخير توفي قبل أن تكتمل؛ فأهداها الظاهري للسلطان الأشرف قايتباي الذي عين عليها الصوفية والعلماء.
وفي زيارة قام بها الأشرف قايتباي للقدس عام 880هـ/1754م، تفقد المدرسة ولم يعجبه بناؤها؛ فأمر بهدمها وإعادة بنائها من جديد عام 885هـ/1470م.
تعد هذه المدرسة الجوهرة الثالثة في القدس إلى جانب قبة الصخرة والمسجد القبلي.
يقع نصف هذه المدرسة داخل المسجد الأقصى؛ بينما يقع النصف الثاني خارج حدوده.  وهي تتكون من طابقين؛ بيد أن الجزء الأكبر من الطابق العلوي تعرض للهدم.
لها مدخل جميل التكوين مزخرف بالحجارة الملونة الحمراء والبيضاء؛ وفيها مسجد كان يستخدم قديمًا مسجدًا للحنابلة، وفيه قبران يعتقد أن أحدهما هو قبر الشيخ الخليلي.
يستعمل الجزء الأكبر من المدرسة مقرًا لثانوية الأقصى الشرعية للبنات؛ بينما يستخدم جزء آخر منها مقرًا لقسم المخطوطات في المسجد الأقصى؛ وأما الجزء المتبقي فتستعمله بعض العائلات دورًا للسكن.
قامت دائرة الأوقاف ومؤسسة التعاون بترميم مبنى المدرسة بشكل كامل عام 1420هـ/2000م.
المدرسة الملكية (العصر المملوكي):
بنيت هذه المدرسة عام 741هـ/1340م، في عهد الناصر محمد بن قلاوون.  ومنشؤها هو الملك جوكندار الملكي الناصري.
يتكون بناء المدرسة من طابقين لهما مدخل جميل، طراز بنائه مملوكي، تزينه الحجارة البيضاء والحمراء.  ويقودنا هذا المدخل إلى دركاة، ثم إلى ممر ضيق، ثم إلى صحن مربع مكشوف، تطل عليه غرف وقاعات المدرسة.
تطل أكبر غرف هذه المدرسة على ساحة المسجد الأقصى المبارك؛ ولها عدة نوافذ مطلة عليه. هذه المدرسة تستخدم اليوم دارًا للسكن.
المدرسة الجاولية (العصر المملوكي):
تقع المدرسة في الجانب الشمالي الغربي من المسجد الأقصى المبارك. ويعود بناؤها إلى الفترة ما قبل الإسلامية؛ ما يجعلها من أقدم المباني في مدينة القدس. تطل واجهتها الجنوبية على الحرم الشريف.  وهي اليوم جزء من مبنى المدرسة العمرية.
وُقفت هذه المدرسة في الفترة ما بين عام 712هـ-720هـ/1312م-1320م؛ وواقفها هو الأمير علم الدين سنجر بن عبد الله الجاولي (نائب القدس، وناظر الحرمين الشريفين في عهد الملك الناصر محمد بن قلاوون).
استمر التدريس في هذه المدرسة حتى حولها العثمانيون إلى دار للنيابة في القرن التاسع للهجرة؛ ثم إلى دار سكن لنواب القدس؛ ثم إلى دار للحكم.
تتكون من طابقين يطلان على ساحة مكشوفة، وفيهما مجموعة من الغرف.
المدرسة الخاتونية (العصر المملوكي):
تقع هذه المدرسة في الرواق الغربي من المسجد الأقصى المبارك، ويعود تاريخ بنائها إلى القرن 7هـ/13م.  وموقفتها هي السيدة أغلى خاتون البغدادية.
كرست هذه المدرسة لتعليم الفقه وعلوم القرآن؛ حيث تطل نوافذ المدرسة الشرقية على ساحة المسجد الأقصى المبارك؛ وفيها قبر موقفتها (أغلى خاتون)، إلى جانب قبور الأمير محمد علي الهندي (وهو أمير هندي ناضل في سبيل القضية الفلسطينية) وموسى كاظم الحسيني (رئيس اللجنة التنفيذية العربية للمؤتمر الفلسطيني الثالث)، ومحافظ القدس في العهد العثماني، وبطل معركة القسطل (عبد القادر الحسيني) وابنه (فيصل الحسيني، ممثل منظمة التحرير في القدس (بيت المشرق))، والشريف عبد الحميد بن عون، وعبد الحميد شومان (المصرفي الفلسطيني المعروف).
المدرسة الأسعردية (العصر المملوكي):
بنيت هذه المدرسة سنة 760هـ/1358م؛ وكان مجد الدين عبد الغني بن سيف الدين أبي بكر يوسف الأسعردي قد أوقفها عام 770هـ/1369م.  ويتوصل إليها عن طريق درجات من داخل المسجد الأقصى المبارك؛ حيث يقع مدخلها في رواقه الشمالي.
وتتكون هذه المدرسة من طابقين، يتوسطهما ساحة مكشوفة محاطة بالغرف والخلاوي.  وتعلو المدرسة ثلاث قباب في وسط مبناها وشرقه وغربه، وفيها مسجد جميل يطل على المسجد الأقصى المبارك. وهي تستعمل حاليًا دارًا للسكن.
المدرسة الأرغونية (العصر المملوكي):
بنيت هذه المدرسة عام 758هـ/1356م؛ ومنشؤها هو الأمير أرغون الكاملي، الذي توفي قبل أن يكتمل بناؤها؛ فتابع العمل فيها من بعده ركن الدين بيبرس.
تقع هذه المدرسة في الجزء الواقع بين باب القطانين وباب الحديد، غربي المسجد الأقصى.  وتتكون من طابقين يتوصل اليهما عبر مدخل مرتفع البناء، مزين بالحجارة البيضاء والحمراء، يقع في الجهة الجنوبية من زقاق باب الحديد؛ وهناك نقش حجري فوق المدخل يبين اسم الباني وسنة البناء، وتقوم فوقه مجموعة من الأحجار المتداخلة المعشقة.
ويوجد داخل هذه المدرسة ضريحان: الأول لمؤسسها (الأمير أرغون)، والثاني ضريح الملك حسين بن علي الموجود في الإيوان الشرقي في الطابق الأول.
تستخدم هذه المدرسة اليوم دارًا للسكن.  وقد تم اخلاؤها بسبب تصدع جدرانها الناجم عن الحفريات التي تجريها السلطات الإسرائيلية أسفل وإلى جوار المسجد الأقصى المبارك.
المدرسة الأمينية (العصر المملوكي):
تطل هذه المدرسة على الرواق الشمالي للمسجد الأقصى، ولها مدخل يتوصل إليه من ساحته؛ بناؤها متداخل مع بناء المدرسة الفارسية. يعود بناؤها إلى عام 730هـ/1330م. وقد سميت بهذا الاسم نسبة إلى بانيها (أمين الدين عبد الله).
تتكون من طابقين؛ يضم الطابق الأول منها مجموعة من قبور الصالحين والعلماء. وكانت هذه المدرسة إلى زمن قريب تستخدم دارًا للسكن.
المدرسة الباسطية (العصر المملوكي):
تقع المدرسة الباسطية داخل الرواق الشمالي للمسجد الأقصى المبارك (بين باب حطة، والعتم)، بجوار المدرسة الدويدارية.
واقفها هو القاضي زين الدين عبد الباسط خليل الدمشقي (وزير الخزانة والجيش في عهد الملك المؤيد سيف الدين شيخ المملوكي) ما بين عام 815-824هـ/1414-1421م. وكان قد بدأ بناءها شيخ الإسلام شمس الدين محمد الهروي، ناظر الحرمين الشريفين، ولكنه توفي قبل ان يكتمل بناؤها.
تضم المدرسة ثلاث حجرات، وساحة مكشوفة.  وكانت مخصصة لتدريس الحديث الشريف والمذهب الشافعي وعلوم القرآن للأيتام، وخاصة الصوفيين منهم. وتستخدم المدرسة اليوم دارًا للسكن.
المدرسة المنجكية (العصر المملوكي):
تقع هذه المدرسة بمحاذاة الحائط الشمالي الغربي من المسجد الأقصى المبارك، إلى يسار باب الناظر.
أسسها الأمير سيف الدين منجك اليوسفي الناصري في القرن 8هـ/14م.
وتتكون هذه المدرسة من طابقين وفيها عدد كبير من الغرف والأروقة.
استمر التدريس في هذه المدرسة حتى حولها العثمانيون إلى بيت سكني في بدايات القرن العشرين، ثم إلى استراحة لزوار مدينة القدس.  وفي عهد الانتداب البريطاني استخدمت مقرًا لمدرسة ابتدائية، حتى قام المجلس الإسلامي الأعلى بترميم البناء، واتخذ من بناء المدرسة مقرًا رئيسًا له؛ أما اليوم فالمدرسة مقر لدائرة الأوقاف الإسلامية التابعة لوزارة الأوقاف والشؤون الإسلامية في الأردن.
المدرسة العثمانية (العصر المملوكي):
تقع المدرسة العثمانية جنوبي باب المطهرة؛ ويتصل مبناها من جهة الجنوب بالمدرسة الأشرفية.
وقفت هذه المدرسة السيدة أصفهان شاه خاتون بنت محمود، العثمانية سنة 840هـ-1437م، في عهد السلطان الأشرف برسباي.
مبنى المدرسة عبارة عن طابقين، وله مدخل جميل مبني على الطراز المملوكي، مزين بالحجارة البيضاء والحمراء المتداخله. وتطل واجهتها الجنوبية على ساحات المسجد الأقصى المبارك.  يضم بناؤها ساحة مفتوحة وعددًا من الغرف ومسجدًا.  كما يوجد في المدرسة قبران إلى يسار المدخل، أحدهما يعود لموقفتها (السيدة أصفهان شاه).
تأثرت أساسات هذه المدرسة من الحفريات والأنفاق الإسرائيلية القائمة أسفلها؛ كما قامت سلطات الاحتلال بمصادرة مسجد المدرسة وإغلاقه؛ لتوفير تهوية للأنفاق (على الأغلب). ويستخدم ما تبقى من مبنى هذه المدرسة اليوم دارًا لسكن بعض العائلات المقدسية.
المنابر:
المنبر: هو منصة يقف عليها الخطيب داخل المسجد؛ لإلقاء خطبة الجمعة أو غيرها من الخطب في المناسبات المختلفة، كعيدي الفطر والأضحى؛ إذ تعد الخطبة إحدى شعائر المسلمين وعباداتهم.
1- منبر نور الدين زنكي/منبر صلاح الدين الأيوبي (العصر الأيوبي):
وهو منبر مصنوع من خشب الأرز المنقور والمرصع بالعاج والصدف؛ وله بوابة يرتفع فوقها تاج عظيم، ودرج فوقه قوس وشرفات خشبية.
نور الدين زنكي _رحمه الله_ هو الذي بنى هذا المنبر عام 564هـ/1168م؛ ليوضع في المسجد الأقصى بعد تحريره من الصليبيين؛ ولكنه مات قبل أن يحرر بيت المقدس؛ وعندما حرر صلاح الدين الأيوبي مدينة القدس، أمر بإحضار منبر نور الدين من حلب لوضعه في المسجد الأقصى المبارك.
ويقال أن الأمير تنكز الناصري أضافه عندما رمم المنبر عام 731هـ/1330م، وأن هذا التاج كان شعار الدولة التنكزية.
وقد احترق منبر نور الدين زنكي التاريخي عام 1389هـ/1969م عندما قام دينس مايكل روهان (وهو صهيوني مسيحي أسترالي الجنسية) بإشعال النيران في المسجد القبلي داخل المسجد الأقصى المبارك؛ وتم وضع منبر حديدي متواضع بدلًا من المنبر المحترق، إلى أن تم إنشاء منبر آخر مطابق للمنبر الأصلي التاريخي، باستخدام نفس المواد، في الأردن، وتم إحضاره إلى القدس، ونصبه في المسجد القبلي في المسجد الأقصى، بأمر من جلالة الملك عبد الله الثاني بن الحسين عام 1428هـ/2007م.
2- منبر برهان الدين (العصر المملوكي):
يقع هذا المنبر في الجانب الجنوبي من صحن قبة الصخرة المشرفة، إلى غرب البائكة الجنوبية المؤدية إلى المسجد القبلي.
أنشأه قاضي القضاة (برهان الدين بن جماعة) عام 709هـ/1309م، الذي حول المنبر من منبر خشبي، يسير على عجلات؛ إلى منبر حجري، من رخام، له مدخل يصعد منه بدرج قصير إلى مقعد حجري معد لجلوس الخطيب عليه.  وتزين المنبر قبة لطيفة ترتكز على أربعة أعمدة تسمى «قبة الميزان»؛ وذلك لمجاورتها لإحدى البوائك التي كان يطلق عليها قديمًا اسم «الموازين».  ونقش داخل المنبر محراب أسفل مقعد الخطيب إلى الغرب.
وهناك محراب آخر نقش في ركبة البائكة الجنوبية إلى شرق المنبر؛ وهو المنبر الوحيد الخارجي في ساحات المسجد الأقصى المبارك، ولا يستخدم هذا المنبر حاليا.
آبار المسجد الأقصى:
ماء المطر وعيون الماء كانا المصدران الوحيدان للماء في القدس؛ وحيث أن العيون لم تكن تكفي لسد احتياجات أهل القدس؛ فقد اتجهوا إلى جمع مياه الأمطار في الآبار والصهاريج والبرك. وبعض هذه الآبار في ساحة الصخرة، والباقي في ساحة المسجد الأقصى. وقد حُفرت تلك الآبار في الحجر الصلب، ما جعلها سهلة الإصلاح، لا تحتاج إلى عمارة أو صيانة إلا نادراً. وقد جُعل القسم الأعلى منها على هيئة التنور، وعلى رأس كل بئر غطاء من حجر؛ حتى لا يسقط فيه شيء. ولكل بئر من هذه الآبار اسم خاص يعرف به. وقد كان أهالي القدس يعتمدون على هذه الآبار في سد احتياجاتهم من الماء؛ غير أنها لم تعد تكفي لهذا العدد الكبير من السكان؛ ما جعل أهالي البلدة القديمة يعتمدون على مصادر إضافية لسد احتياجاتهم من المياه؛ فاقتصر استعمالها على المصلين الذين يفدون إلى الأقصى، إضافة إلى سكان البلدة القديمة بالقدس.
ويوجد في الأقصى عشرات آبار المياه العامرة؛ وهي موزعة بين صحن الصخرة المشرفة في قلب المسجد الأقصى المبارك، وباقي ساحات المسجد الأقصى، ومن هذه الآبار:
بئر مئذنة باب الأسباط: وهي بئر طولها سبعة أمتار، وعرضها أربعة، وعمقها ستة، جدرانها حجرية؛ تقع على بعد يسير جنوبي مئذنة باب الأسباط.
بئرآ المدرسة الغادرية: تقع هاتان البئران أمام المدرسة الغادرية؛ وهما مستطيلتا الشكل، لهما فتحتان علويتان، يحمل سقفها أربع دعامات ضخمة، أطوالها معًا تسعة عشر مترًا، وعرضهما سبعة عشر مترًا؛ أما عمقهما، فهو أربعة عشر مترًا؛ بني السقف بشكل أقواس.
بئر باب حطة: وهي صغيرة الحجم تقع جنوبي مطهرة باب حطة، وعلى حدود المصطبة.
بئر البائكة الشمالية الشرقية: وهي بئر متطاولة، طولها اثنين وعشرين مترًا؛ مبنية من الحجارة، وتتكون من غرفتين؛ تقع تحت أقدام مدخل البائكة الشمالية الشرقية.
بئر المدرسة الأسعردية: تقع هذه البئر على حدود سور المسجد الأقصى المبارك، غربي باب الملك فيصل، تحت المدرسة الأسعردية، وهي صغيرة الحجم، محفورة في الصخر.
بئر الغوانمة: وهي بئر مستديرة الشكل، صغيرة الحجم تقع شرقي مئذنة باب الغوانمة؛ ومحاذية لسور المدارس في شمالها.
بئر باب الناظر: تقع بئر باب الناظر بالقرب من باب الناظر، عند زاوية الرواق الشمالية الشرقية من دون المدرسة المنجكية (دائرة الأوقاف اليوم)؛ وهي متوسطة الحجم، مستديرة الشكل؛ طولها: ثلاثة أمتار، عرضها متران، وعمقها أحد عشر مترًا ونصف المتر.
بئر إبراهيم الرومي: تقع هذه البئر شمالي باب الناظر، وبمحاذاة الرواق الغربي، وهي عبارة عن مجمع مياه كبير. عمقها أحد عشر مترًا؛ وهي غير منتظمة الجوانب، أشبه بقبة محفورة في الصخر، يعود تاريخ إنشائها إلى سنة 1935-1936م.
بئر مصلى شعلان: تقع هذه البئر في زاوية صحن الصخرة الشمالي، في غربه، بمحاذاة مصلى سبيل ومصطبة شعلان. وهي مستديرة الشكل، بلغ قطرها ثلاثة أمتار، وعمقها أحد عشر مترًا.
بئر البائكتين الغربيتين الشماليتين: تقع هذه البئر في طرف المصطبة الكائنة بين البائكتين الغربيتين الشماليتين. وهي مستديرة الشكل، صغيرة الحجم.

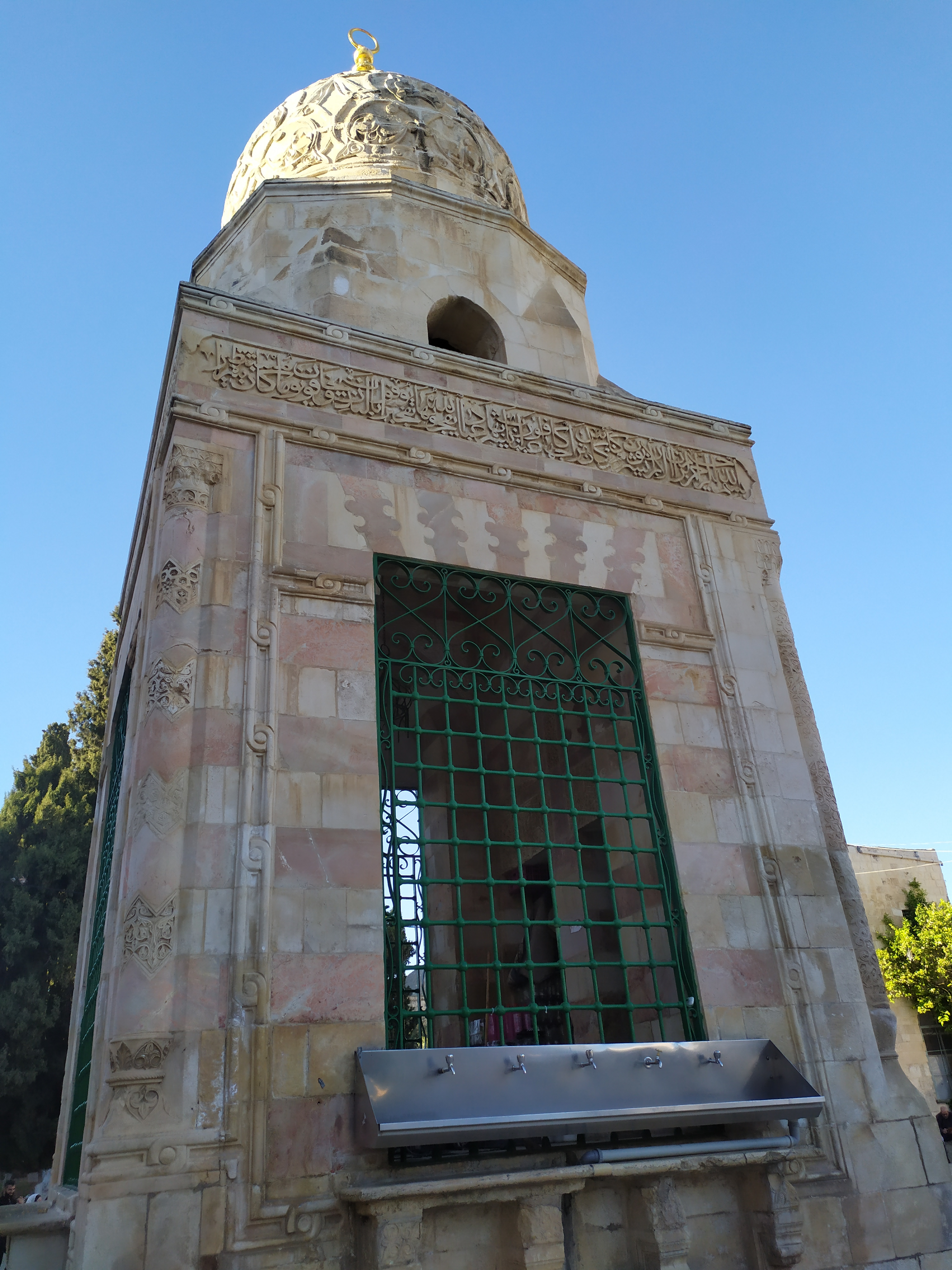
سبيل قايتباي لماء الشرب في المسجد الأقصى المبارك في القدس

بئر سبيل قايتباي: تقع هذه البئر تحت سبيل قايتباي، حتى تحت الرواق الغربي. وهي متطاولة وقليلة العرض، مقصورة الأرضية والجدران.
بلغ طولها ثمانية وعشرين مترًا، وعرضها ستة أمتار، وعمقها أحد عشر مترًا ونصف المتر.
بئر شرقي باب المغاربة: تقع هذه البئر شرقي باب المغاربة مباشرة.
بئر شرقي مسجد المغاربة: تقع هذه البئر شرقي مسجد المغاربة. وهي مستطيلة الشكل وتشكل تتمة لبئر شرقي باب المغاربة.
بئر غربي الكأس: تقع هذه البئر غربي الكاس وبمحاذاته. وهي متوسطة الحجم، مستطيلة الشكل.
بئر شمالي مدخل مبنى المسجد الأقصى القديم: تقع هذه البئر شمالي مدخل مبنى المسجد الأقصى القديم. وهي صغيرة الحجم، وغير مستعملة.
بئر جنوبي البائكتين الجنوبيتين: تقع هذه البئر جنوبي البائكتين الجنوبيتين، شرقي الكاس، لها فم ظاهر شرقي مصطبة الكاس وبمحاذاتها. طولها عشرة أمتار، وعرضها ستة؛ أما عمقها فعشرون مترًا.
بئر غربي مدخل المصلى المرواني: تقع غربي مدخل المصلى المرواني؛ وتعد أكبر آبار المسجد. بلغ طولها أربعين مترًا، وعرضها ثلاثين، وعمقها أربعة عشر مترً. وهي، محفورة على شكل مغارة، وتتسع لتسعة ملايين لتر من الماء.
بئر الورقة: تقع هذه البئر شرقي رواق مبنى المسجد الأقصى المبارك. ذكرت في بطون الكتب بقصص غريبة؛ حيث يقال إن ورقة من الجنة وقعت فيها. طولها ثمانية عشر مترًا، وعمقها ثلاثة عشر مترًا؛ أوصلت بها مواسير أقطارها 1,6م.
بئر جنوبي بئر الورقة: وهي بئر صغيرة الحجم، تقع جنوبي بئر الورقة.
بئر شرقي مسجد عمر: تقع هذه البئر شرقي مسجد عمر رضي الله تعالى عنه، لها فم ظاهر قرب المخازن. وهي متطاولة، تمتد إلى خارج أسوار المسجد والمدينة؛ طولها ثلاثة وثلاثين مترًا، وعرضها تسعة أمتار، وعمقها ستة عشر مترًا.
بئر جنوبي مدخل التسوية الشرقية: تقع هذه البئر جنوبي مدخل التسوية الشرقية، لها فمان؛ وهي عبارة عن ثلاث غرف؛ تربط بينها قناة عرضها أربعة أمتار؛ وطول كل غرفة من هذه الغرف ثلاثة عشر مترًا، وعرضها ثمانية، وعمقها عشرة أمتار.
بئر شمالي مدخل التسوية الشرقية: تقع هذه البئر شمالي مدخل التسوية الشرقية (المصلى المرواني)، تدعى بالمستنقع لضخامتها؛ إذ إن أكثر طول لها ستة وثلاثين مترًا، عرضها ستة أمتار، وعمقها عشرون مترًا.
بئر شمالي شرق البائكة الشرقية: تقع هذه البئر شمالي شرق البائكة الشرقية؛ ولها من الأشكال، شكل معين، بلغ عمقها أربعة عشر مترًا، ولها سقف برميلي الشكل.
بئر شمالي شرق البائكة الشرقية: وهي بئر منتظمة الشكل، عمقها عشرة أمتار، تقع شمالي البئر «السابقة» وبمحاذاتها.
بئر شمال البائكة الشرقية: تقع شمال البائكة الشرقية، شمالي غرفة المدرسين؛ وتمتد بجزء يسير تحت صحن الصخرة؛ طولها ثلاثة وعشرون مترًا، عرضها ثلاثة أمتار، وعمقها ثمانية أمتار.
بئر شرقي بئر شمال البائكة الشرقية: وهي بئر شكلها يشبه المغارة؛ دائرية الجوانب؛ عمقها عشرة أمتار؛ تقع شرقي البئر «السابقة».
بئر غربي بابي التوبة والرحمة: تقع هذه البئر غربي بابي التوبة والرحمة، بانحراف يسير للشمال؛ أسطوانية الشكل، قطرها ستة أمتار، وعمقها أحد عشر مترًا.
بئر بين البائكتين الشمالية والغربية وقبة الصخرة: تقع هذه البئر في صحن الصخرة؛ بين البائكة الشمالية والغربية وقبة الصخرة، وفوهتها ظاهرة. وهي مستطيلة الشكل، طولها أربعون مترًا وعرضها سبعة أمتار، وعمقها خمسة أمتار ونصف المتر؛ بناؤها أقواس منخفضة الارتفاع؛ وهي مقصورة الحيطان. وهي بئر مغلقة.
بئر غربي قبة الأرواح: طولها اثنا عشر مترًا، وعرضها ثمانية أمتار، وعمقها عشرة أمتار؛ لها فتحتان علويتان. تقع في صحن الصخرة، جنوبي غرب قبة الأرواح.
بئر الخليلي: تقع هذه البئر في صحن الصخرة، شرقي «مكتب لجنة الإعمار» مباشرة، هي صغيرة الحجم، وأشبه ما تكون بمخزن. وهي غير منتظمة عمقها الشرقي متران ونصف المتر. دعيت بهذا الاسم؛ لوقوعها بجوار قبة الخليلي.
بئر الزاوية الجنوبية الغربية مكتب لجنة الاعمار: تقع هذه البئر في زاوية مكتب لجنة الاعمار في زاويتها الجنوبية الغربية من الخارج؛ وهي مستديرة الشكل، صغيرة الحجم، بلغ قطرها أربعة أمتار، وعمقها عشرة أمتار.
بئر شمالي البائكة الغربية الوسطى: تقع هذه البئر شمالي طرف البائكة الغربية الوسطى. لها فوهة ظاهرة، وبقربها وعاء حجري كبير، وكان يملأ بالماء للشرب منها، والبئر شبة اسطوانية، بلغ عمقها خمسة عشر مترًا.
بئر الرمانة: تقع هذه البئر المتطاولة في زاوية صحن الصخرة الجنوبية الشرقية؛ وهي طويلة، تصل إلى ما تحت الساحة المنخفضة للمسجد الأقصى المبارك. طولها خمسة وثلاثون مترًا؛ وهي قليلة العرض؛ إذ لا يتعدى عرضها أربعة أمتار؛ أما عمقها فيصل إلى ستة عشر مترًا.
بئر غربي غرفة المدرسين: تقع هذه البئر في صحن الصخرة، غربي غرفة المدرسين، غير منتظمة؛ لها فوهة طولها ثمانية عشر مترًا، وعرضها ثمانية أمتار، وعمقها خمسة عشر مترًا.
بئر شمال غرب غرفة المدرسين: تقع هذه البئر شمالي غرب سابقتها وبجوارها. طولها ثمانية عشر مترًا، وعرضها خمسة عشر مترًا، وعمقها خمسة عشر مترًا ونصف المتر.